# Мискаль
Мискаль (мискал, миткаль) — единица измерения массы или денежная единица.

## Мискаль как единица массы
В VII веке в Сирии мискаль-маяля (mitkal-mayala) равнялся 1/6 египетско-римской унции (4,72 г). Другой мискаль весом 4,54 г предположительно равнялся римскому солиду. Лёгкий мискаль частично и сейчас используется в Тунисе, его вес 3,932 г, тяжёлый мискаль — в Бушире, вес 4,84 г.
Мискаль как единица веса, немногим большая 3,5 грамма, используется в Вере Бахаи при исчислении количества золота или серебра, предназначенного для различных целей; обычно это количество равно 9, 19 или 95 мискалям. Эквивалент их в метрической системе и в тройских унциях, которые используются для измерения веса драгоценных металлов, приведён ниже:
9 мискалей = 32,775 грамма = 1,05374 тройской унции
19 мискалей = 69,192 грамма = 2,22456 тройской унции
95 мискалей = 345,958 грамма = 11,12282 тройской унции
Данные расчёты основываются на разъяснении Шоги Эффенди, изложенном в одном из написанных от его имени писем, где говорится:
«Один мискаль состоит из девятнадцати нахудов. Вес двадцати четырёх нахудов равен четырём целым трём пятым грамма. Расчёты могут производиться на этой основе».
Мискаль, традиционно использовавшийся на Ближнем Востоке, состоял из двадцати четырёх нахудов, однако в Байане это количество было изменено и стало составлять девятнадцать нахудов; Бахаулла утвердил это в качестве меры мискаля, на которую ссылаются законы бахаи.
1 мискаль также составляет 240 арузз.

## Мискаль как денежная единица
В качестве пиастра Марокко мискаль был серебряной денежной единицей XVII—XIX веков и равнялся испанскому пиастру, имея вес около 28,5 г. В монетной системе, введённой в 1881 году, он равнялся риалу или песо дуро (тяжёлое песо) весом 29,1 г, с 1902 по 1918 год — 25 г.